# A Foci a Barátságért
A Foci a Barátságért (angolul FOOTBALL FOR FRIENDSHIP) a Gazprom RT évente megrendezett nemzetközi ifjúsági társadalmi programja. A program célja – a különböző kultúrák és nemzetiségek iránti tisztelet, az alapvető értékek és az egészséges életmód népszerűsítése különböző országok fiatal generációjának körében.  A program keretében a világ különböző országainak 12 éves focistái vesznek részt a minden évben megrendezésre kerülő Nemzetközi Ifjúsági Fórumon.
Foci a Barátságért világbajnokságon, valamint a Futball és a Barátság Nemzetközi Napján. A programot a FIFA, az UEFA, az ENSZ, az olimpiai és paralimpiai bizottságok, különböző országok államfői, kormányai és labdarúgó szövetségei, nemzetközi jótékonysági alapítványok, társadalmi szervezetek, a világ vezető labdarúgó klubjai támogatják. A program globális szervezője az Alliance Grain Traders Kommunikációs Csoport (Oroszország).

## Történelem

### Foci a barátságért 2013
Az első nemzetközi Foci a barátságért nemzetközi ifjúsági fórumot 2013. május 25-én tartották, Londonban. Az eseményen 670 gyermek vett részt 8 országból: Bulgária, Egyesült Királyság, Görögország, Magyarország, Németország, Oroszország, Szerbia és Szlovénia képviselői. Oroszországot 11 futballcsapat képviselte a 2018-as FIFA labdarúgó-világbajnokságnak otthont adó 11 városból. A Zenit, a Chelsea, a Schalke 04 és a Crvena Zvezda, mint a Gazprom gyermeksportnapján győztes klubok és a Fakel fesztivál nyertesei, szintén részt vettek a fórumon.
A fórumon a gyerekek beszélgethettek más országokból származó kortársaikkal, híres labdarúgókkal és ellátogathattak a Wembley Stadionba, az UEFA Bajnokok Ligája 2012/2013-as idényének döntőjére.
A fórumot egy olyan nyílt levéllel zárták, amelyben a gyerekek a program nyolc fő értékét fogalmazták meg: barátság, egyenlőség, igazság, egészség, béke, hűség, győzelem és hagyományok. Ezt követően a levelet elküldték az UEFA, a FIFA és a NOB vezetőinek. 2013 szeptemberében Sepp Blatter Vlagyimir Putyinnal és Vitalij Mutkóval tartott megbeszélésén megerősítette, hogy megkapta a levelet és jelezte, kész támogatni a Foci a barátságért kezdeményezést.

### Foci a barátságért 2014
A Foci a barátságért program második idényére 2014. május 23. és 25. között, Lisszabonban került sor, amelyen 450 tizenéves vett részt, 16 országból: Bulgária, Egyesült Királyság, Fehéroroszország, Hollandia, Lengyelország, Magyarország, Németország, Olaszország, Oroszország, Portugália, Szerbia, Szlovénia, Törökország, Ukrajna, Franciaország és Horvátország. Az ifjú labdarúgók részt vettek a nemzetközi Foci a barátságért fórumon, egy utcaifoci-bajnokságon és ellátogattak az UEFA Bajnokok Ligája 2013/2014-es idényének döntőjére.
A nemzetközi utcaifoci-bajnokságot 2014-ben a portugál Benfica utánpótláscsapata nyerte. A program második idényének zárásaként vezetőt választottak a Foci a barátságért mozgalom élére, a portugál Felipe Suarez személyében. 2014 júniusában a mozgalom vezetőjeként ellátogatott a kilencedik, Jurij Andrejevics Morozov emlékére tartott nemzetközi ifjúsági labdarúgótornára.

### Foci a barátságért 2015
A Foci a barátságért nemzetközi társadalmi program harmadik idényére 2015 júniusában, Berlinben került sor. Az ázsiai kontinens képviseletében – Japán, Kína és Kazahsztán csapatai révén – ekkor vettek részt először az ifjúság képviselői. A harmadik idény eseményein összesen 24 ország 24 futballklubjának utánpótláscsapata vett részt.
A fórumon a labdarúgópalánták beszélgethettek más országokból származó kortársaikkal és a világ labdarúgásának sztárjaival, így Franz Beckenbauerrel, a program nemzetközi nagykövetével, valamint részt vehettek az utánpótláscsapatok nemzetközi utcaifoci-bajnokságán. A nemzetközi utcaifoci-bajnokságot 2015-ben az osztrák Rapid utánpótláscsapata nyerte. A Foci a barátságért harmadik idényének eseményeiről a világ vezető sajtókiadványainak mintegy 200 újságírója tudósított, valamint a Nemzetközi Ifjúsági Sajtóközpont tagjaiként 24 ifjú riporter Európából és Ázsiából.
A 2015-ös események csúcspontja a Kilenc érték kupa átadása volt, amelyet a spanyol Barcelona labdarúgócsapata nyert el. A nyertest azok a gyerekek választották meg, akik a fórum előestéjén részt vettek a mind a 24 részt vevő országban megtartott szavazáson.
A fórum végén minden résztvevő – immár hagyományosan – ellátogatott a berlini Olimpiai Stadionba, az UEFA Bajnokok Ligája 2014/2015-ös idényének döntőjére.

### Foci a barátságért 2016
A Foci a barátságért nemzetközi ifjúsági társadalmi program 2016-ban egy online Hangout-sajtótájékoztatóval vette kezdetét március 24-én, Münchenben, amelyen részt vett Franz Beckenbauer, a program nemzetközi nagykövete.
A program negyedik idényéhez 8 új utánpótláscsapat csatlakozott Azerbajdzsánból, Algériából, Örményországból, Argentínából, Brazíliából, Vietnámból, Kirgizisztánból és Szíriából, így a részt vevő országok száma elérte a 32-t.
2016. április 5-én megkezdődött a szavazás, amelynek tétje az egyedi trófea, a Kilenc érték kupa volt. A világ minden részéből számos szurkoló vett részt a győztes kiválasztásában, ám a végső döntés a Foci a barátságért program résztvevőinek szavazatai alapján alakult ki. A kupát a müncheni Bayern FC nyerte el. A Foci a barátságért résztvevői figyelembe vették, hogy a klub támogatja a különleges igényű gyermekeket, valamint különböző, a gyermekek gyógykezelésének elősegítését és a valamiben szükséget szenvedők támogatását célzó kezdeményezésekben vesz részt.
A negyedik Foci a barátságért nemzetközi ifjúsági fórumra és a nemzetközi ifjúsági utcafoci-bajnokság döntőjére 2016. május 27-28-án került sor, Milánóban.  A tornát a szlovéniai Maribor csapata nyerte. A fórum zárásaként a résztvevők – a hagyományt követve – ellátogattak az UEFA Bajnokok Ligája döntőjére [25]. A fórum eseményeiről a világ vezető sajtótermékeinek több mint 200 újságírója tudósított a Nemzetközi Ifjúsági Sajtóközpont mellett, amelynek képviseletében a részt vevő országok újságírópalántái vettek részt az eseményen.
A szíriai Al-Wahda klub ifjú labdarúgói is részt vettek a Foci a barátságért negyedik idényének eseményein, amelyre addig nem volt példa. A szíriai csapat meghívása és látogatása a milánói eseményeken fontos lépés volt az ország humanitárius elszigeteltségének enyhítésében. A Russia Today nemzetközi televíziós csatorna arab sportszerkesztősége a szíriai labdarúgó-szövetség támogatásával Három nap háború nélkül címmel dokumentumfilmet forgatott a projektben részt vevő gyermekekről. 2016. szeptember 14-én több mint 7000 ember látogatott el a film premierjére Damaszkuszban.

### Foci a barátságért 2017
A Foci a barátságért nemzetközi ifjúsági társadalmi projekt 2017-es helyszíne az oroszországi Szentpétervár volt, ahol a döntő eseményeit június 26-tól július 3-ig rendezték meg.
A részt vevő országok száma 2017-ben 32-ről 64-re emelkedett. Ezúttal először Mexikóból és az Egyesült Államokból is érkeztek gyerekek a Foci a barátságért program eseményeire. Így a projektben immár öt kontinens – Afrika, Eurázsia, Észak-Amerika és Dél-Amerika – ifjú játékosai vettek részt.
Az ötödik évadban a program új koncepció szerint került megszervezésre: minden országot egy kiválasztott fiatal labdarúgó képviselt. A srácokat nyolc nemzetközi barátság-csapatra osztották, amelyeket 12 éves fiúk és lányok alkottak, köztük testi fogyatékosokkal.
Nyilvános sorsoláson döntötték el, mely országok képviselőiből állnak össze a csapatok és melyik ország képviselője milyen poszton játszik. A sorsolás internetes konferencia keretében zajlott. A nyolc barátság-csapat élére ifjú edzők kerültek: Rene Lampert (Szlovénia), Stefan Makszimovics (Szerbia), Brandon Shabani (Nagy-Britannia), Charlie Sui (Kína), Anatolij Csentulojev (Oroszország), Bogdan Kroleveckij (Oroszország), Anton Ivanov (Oroszország), Emma Henschen (Hollandia). A sorsoláson Lilija Macumoto (Japán), a Foci a barátságért nemzetközi sajtóközpontjának képviselője is részt vett.
A 2017-es Foci a barátságért világbajnokságot a „narancssárga” csapat nyerte, amelynek fiatal edzője és játékosai kilenc különböző országból érkeztek: Rene Lampert (Szlovénia), Hong Jun Marvin Tue (Szingapúr), Paul Puig I Montana (Spanyolország), Gabriel Mendoza (Bolívia), Ravan Kazimov (Azerbajdzsán), Kriszimir Sztanimirov Sztancsev (Bulgária), Ivan Agustin Casco (Argentína), Roman Horak (Cseh Köztársaság), Hamza Juszuf Nuri Elhavvat (Líbia).
A Foci a barátságért nemzetközi ifjúsági fórumra ellátogatott Viktor Zubkov (a Gazprom részvénytársaság igazgatótanácsának elnöke), Fatma Samoura (a FIFA főtitkára), Philippe Le Flock (a FIFA kereskedelmi főigazgatója), Giulio Baptista (brazil labdarúgó), Ivan Zamorano (chilei csatár), Alekszander Kerzsakov (orosz labdarúgó) és további vendégek, akik az alapvető emberi értékek fontosságát hangsúlyozták a fiatal generáció tagjainak.
2017-ben a projekt több mint 600 000 embert mozgósított, a döntő eseményein, Szentpéterváron pedig 64 országból több mint 1000 gyermek és felnőtt vett részt.

### Foci a barátságért 2018
A Foci a Barátságért program hatodik évada 2018. február 15-től június 15-ig zajlott. A záró események Moszkvában kerültek megrendezésre a FIFA 2018-as világbajnokságának előestéjén. A világ 211 országát és régióját képviselő fiatal labdarúgók és újságírók voltak a program résztvevői .  A 2018-as program hivatalos kezdetét a Foci a Barátságért élő adásban történő sorshúzás adta, melynek eredményeként 32 labdarúgócsapat alakult ki – a Barátság Nemzetközi Válogatott Csapatai.
2018-ban a környezetvédelmi misszió keretében a Barátság Nemzetközi Válogatott Csapatait ritka és veszélyeztetett állatfajokról nevezték el.
A Foci a Barátságért program a Barátság Nemzetközi Válogatott Csapatai 2018-ban:
African Elephant
Komodo Dragon
Kipunji
Big Turtle
Dama Gazelle
Cheetah
Rhinoceros
Angel Shark
Polar Bear
Lemur
Grizzly Bear
Whale Shark
Three-Toed Sloth
King Cobra
Chimpanzee
Gharial
Western Gorilla
Imperial Woodpecker
Saiga
Blond Capuchin
Koala
Siberian Tiger
Grévy's Zebra
Orangutan
Giant Panda
Magellanic Penguin
Rothschild's Giraffe
Humpback Whale
African Wild Dog
Lion
Hippopotamus
Galápagos Sea Lion
A 2018-as ökológiai misszió keretében május 30-án elindult a Happy Buzz Day nemzetközi akció, amely a világ közösségét arra kéri, hogy támogassa a ritka állatfajok megmentésére szolgáló szervezeteket. Oroszország, USA, Nepál és Nagy-Britannia nemzeti parkjai és védett területei csatlakoztak az akcióhoz.  A Foci a Barátságért programzáró eseményein Moszkvában a résztvevők földgázzal működő környezetbarát autóbuszokkal közlekedtek.  
A Foci a Barátságért programban 2018-ban részt vevő országok és régiók:
1.	Ausztrál Államközösség
2.	Osztrák Köztársaság
3.	Azerbajdzsáni Köztársaság
4.	Algériai Népi Demokratikus Köztársaság
5.	Egyesült Államok Virgin-szigetek
6.	Amerikai Szamoa
7.	Anguilla
8.	Antigua és Barbuda
9.	Egyiptomi Arab Köztársaság
10.	Argentin Köztársaság
11.	Aruba
12.	Barbados
13.	Belize
14.	Bermuda-szigetek
15.	Venezuelai Bolivári Köztársaság
16.	Bosznia-Hercegovina
17.	Brit Virgin-szigetek
18.	Burkina Faso
19.	Luxemburgi Nagyhercegség
20.	Magyarország
21.	Uruguayi Keleti Köztársaság
22.	Gaboni Köztársaság
23.	Guineai Köztársaság
24.	Gibraltár
25.	Brunei Darussalam Állam
26.	Izraeli Állam
27.	Katari Állam
28.	Kuvaiti Állam
29.	Líbiai Állam
30.	Palesztina Állam
31.	Grenada
32.	Görög Köztársaság
33.	Georgia (Grúzia)
34.	Kelet-timori Demokratikus Köztársaság
35.	Kongói Demokratikus Köztársaság
36.	São Tomé and Príncipe Demokratikus Köztársaság
37.	Srí Lanka Demokratikus Szocialista Köztársaság
38.	Dominikai Köztársaság
39.	Jordán Hásimita Királyság
40.	Afganisztán Iszlám Köztársaság
41.	Iráni Iszlám Köztársaság
42.	Mauritániai Iszlám Köztársaság
43.	Olasz Köztársaság
44.	Jemeni Köztársaság
45.	Kajmán-szigetek
46.	Kanada
47.	Kínai Népköztársaság
48.	Tajvan
49.	Andorrai Fejedelemség
50.	Liechtensteini Hercegség
51.	Guyanai Köztársaság
52.	Koreai Népi Demokratikus Köztársaság
53.	Bahreini Királyság
54.	Belga Királyság
55.	Bhutáni Királyság
56.	Dán Királyság
57.	Spanyol Királyság
58.	Kambodzsai Királyság
59.	Lesothói Királyság
60.	Marokkói Királyság
61.	Holland Királyság
62.	Norvég Királyság
63.	Szaúd-arábiai Királyság
64.	Szváziföldi Királyság
65.	Thaiföldi Királyság
66.	Tongai Királyság
67.	Svéd Királyság
68.	Kirgiz Köztársaság
69.	Curaçao
70.	Laoszi Népi Demokratikus Köztársaság
71.	Lett Köztársaság
72.	Libanoni Köztársaság
73.	Litván Köztársaság
74.	Malajzia
75.	Maldív Köztársaság
76.	Mexikói Egyesült Államok
77.	Bolíviai Többnemzetiségű Állam
78.	Mongólia
79.	Montserrat
80.	Bangladesi Népköztársaság
81.	Pápua Új-Guinea Független Állam
82.	Szamoai Független Állam
83.	Új-Zéland
84.	Új-Kaledónia
85.	Tanzániai Egyesült Köztársaság
86.	Egyesólt Arab Emírségek
87.	Cook-szigetek
88.	Turks- és Caicos-szigetek
89.	Albán Köztársaság
90.	Angolai Köztársaság
91.	Örmény Köztársaság
92.	Fehérorosz Köztársaság
93.	Benini Köztársaság
94.	Bolgár Köztársaság
95.	Botswanai Köztársaság
96.	Burundi Köztársaság
97.	Vanuatui Köztársaság
98.	Haiti Köztársaság
99.	Gambiai Köztársaság
100.	Ghánai Köztársaság
101.	Guatemalai Köztársaság
102.	Bissau-guineai Köztársaság
103.	Hondurasi Köztársaság
104.	Dzsibuti Köztársaság
105.	Zambiai Köztársaság
106.	Zimbabwei Köztársaság
107.	Indiai Köztársaság
108.	Indonéz Köztársaság
109.	Iraki Köztársaság
110.	Ír Köztársaság
111.	Izlandi Köztársaság
112.	Kazah Köztársaság
113.	Kenyai Köztársaság
114.	Ciprusi Köztársaság
115.	Kolumbiai Köztársaság
116.	Kongói Köztársaság
117.	Koreai Köztársaság
118.	Koszovói Köztársaság
119.	Costa Rica Köztársaság
120.	Elefántcsontparti Köztársaság
121.	Kubai Köztársaság
122.	Libériai Köztársaság
123.	Mauritiusi Köztársaság
124.	Madagaszkári Köztársaság
125.	Macedóniai Köztársaság
126.	Malawi Köztársaság
127.	Mali Köztársaság
128.	Máltai Köztársaság
129.	Mozambiki Köztársaság
130.	Moldovai Köztársaság
131.	Namíbiai Köztársaság
132.	Nigeri Köztársaság
133.	Nicaraguai Köztársaság
134.	Zöld-foki szigeteki Köztársaság
135.	Pakisztáni Iszlám Köztársaság
136.	Panamai Köztársaság
137.	Paraguayi Köztársaság
138.	Perui Köztársaság
139.	Lengyel Köztársaság
140.	Portugál Köztársaság
141.	Ruandai Köztársaság
142.	San Marino Köztársaság
143.	Seychelle Köztársaság
144.	Szenegáli Köztársaság
145.	Szerb Köztársaság
146.	Szingapúri Köztársaság
147.	Szlovén Köztársaság
148.	Mianmari Államszövetség Köztársasága
149.	Szudáni Köztársaság
150.	Suriname Köztársaság
151.	Sierra Leone Köztársaság
152.	Tádzsik Köztársaság
153.	Trinidad és Tobago Köztársaság
154.	Türkmén Köztársaság
155.	Ugandai Köztársaság
156.	Üzbég Köztársaság
157.	Fidzsi Köztársaság
158.	Fülöp-szigeteki Köztársaság
159.	Horvát Köztársaság
160.	Csádi Köztársaság
161.	Montenegrói Köztársaság
162.	Chilei Köztársaság
163.	Ecuadori Köztársaság
164.	Egyenlítői Guinea Köztársaság
165.	Salvadori Köztársaság
166.	Dél-szudáni Köztársaság
167.	Kameruni Köztársaság
168.	Oroszországi Föderáció
169.	Románia
170.	Hongkong, a Kínai Népköztársaság különleges közigazgatási területe
171.	Puerto Ricó-i Nemzetközösség
172.	Észak-Írország
173.	Saint Vincent és a Grenadine-szigetek
174.	Saint Lucia
175.	Szíriai Arab Köztársaság
176.	Szlovák Köztársaság
177.	Bahamai Közösség
178.	Dominikai Közösség
179.	Nagy-Britannia és Észak-Írország Egyesült Királyság
180.	Amerikai Egyesült Államok
181.	Salamon-szigetek
182.	Vietnami Szocialista Köztársaság
183.	Comore-szigeteki Unió
184.	Makaó, a Kínai Népköztársaság különleges közigazgatási területe
185.	Ománi Szultánság
186.	Tahiti
187.	Guam
188.	Togói Köztársaság
189.	Tunéziai Köztársaság
190.	Török Köztársaság
191.	Ukrajna
192.	Wales
193.	Feröer-szigetek
194.	Nepáli Szövetségi Demokratikus Köztársaság
195.	Etióp Szövetségi Demokratikus Köztársaság
196.	Brazil Szövetségi Köztársaság
197.	Német Szövetségi Köztársaság
198.	Nigériai Szövetségi Köztársaság
199.	Szomáliai Szövetségi Köztársaság
200.	Saint Kitts és Nevis Államszövetség
201.	Finn Köztársaság
202.	Francia Köztársaság
203.	Közép-afrikai Köztársaság
204.	Cseh Köztársaság
205.	Svájci Államszövetség
206.	Skócia
207.	Eritrea
208.	Észt Köztársaság
209.	Dél-afrikai Köztársaság
210.	Jamaica
211.	Japán
A Foci a Barátságért 2018-as labdarúgó-világbajnokságán 32 Barátság Nemzetközi Válogatott Csapata vett részt. A projekt történetében először Jazn Taha, a szíriai fiatal kommentátor közvetítette az utolsó játékot, és a mérkőzés játékvezetője a fiatal orosz Bogdan Batalin volt.
A Foci a Barátságért 2018-as labdarúgó világbajnokságának győztese a Csimpánz nevű csapat volt, amelyet Dominika, Saint Kitts és Nevis, Malawi, Kolumbia, Benin és a Kongói Demokratikus Köztársaság csapatai alkották. A válogatott trénere a szaranszki fiatal Vladiszlav Poljakov volt.
A program hatodik évadának utolsó eseménye a Foci a Barátságért Nemzetközi Gyermekfóruma volt, amelyet június 13-án tartottak a Mosquarium Oceanográfiai és Tengeri Biológiai Központban. Az eseményt meglátogatta Zubkov Viktor (a Gazprom NyRT igazgatótanácsának elnöke), Olga Golodec (az Orosz Föderáció kormányának alelnöke), Iker Casillas (spanyol labdarúgó, a nemzeti válogatott ex-kapitánya), Alekszandr Kerzsakov (orosz labdarúgó, az orosz ifjúsági labdarúgó-válogatott edzője), valamint 54 nagykövetség képviselői és más vendégek.
A hatodik évad legjobb fiatal labdarúgóit a Fórumon megjutalmazták: Deo Kaleng Mwenze-t a Koreai Demokratikus Köztársaságból (legjobb támadó játékos), Yamiru Ourát (a legjobb középpályás), Ivan Volinkint Walesből (legjobb kapus) és Gustavo Sintra Rochát Brazíliából (MVP).
A Foci a Barátságért program legjobb fiatal újságírója 2018-ban az Arubából származó Sheikali Asension volt. A lány blogot vezet, amelyben felhívja az óceániai fiatalok figyelmét a környezettudatosságra.
A Fórumon megtartották az előző évad résztvevője, az indiai Anagna Kambodzs könyvének prezentációját és dedikálását. Miután 2017-ben befejeződött a Foci a Barátságért ötödik évadja, Anagna könyvet írt Utazásom Mohalitól Szentpétervárig címmel a fiatal újságíróként való részvételével kapcsolatos tapasztalatairól. Írt benne a program kilenc értékéről, amelyek segítenek a világ jobbá változtatásában.
Június 14-én, a Foci a Barátságért Nemzetközi Gyermekfórum befejezése után a fiatal labdarúgók és újságírók részt vettek a 2018-as FIFA világbajnokság megnyitó ünnepségén Oroszországban. A Luzsniki Stadionban a gyerekek ünnepélyesen emelték fel a programban részt vevő 211 ország és régió lobogóit. Ezt követően a Foci a Barátságért fiatal résztvevői megnézték az orosz és a szaúd-arábiai válogatott csapatok közötti nyitó mérkőzést.
Az Orosz Föderáció elnöke, Vladimir Putyin meghívta a Foci a Barátságért fiatal nagykövetét Oroszországból, Albert Zinnatovot a páholyába, hogy együtt nézzék a nyitó mérkőzést. Ott a fiatalember beszélgetett Roberto Carlosszal, Brazília futball-világbajnokával, és Iker Casillas spanyol labdarúgóval.
Moszkvában a záró rendezvényeken több mint 1500 gyermek és tizenéves vett részt 211 országból és régióból. Összességében több mint 180 esemény került megrendezésre a világ különböző régióiban a hatodik évad keretében, amelyben több mint 240 ezer gyermek vett részt.
2018-ban a projektet a hatóságok támogatták. Olga Golodec, az Orosz Föderáció kormányának alelnöke felolvasta Oroszország elnökének, Vladimir Putyinnak üdvözlő levelét a Nemzetközi Gyermekfórum résztvevőinek és vendégeinek.
Az Orosz Föderáció kormányának elnöke, Dmitrij Medvegyev üdvözlő táviratot küldött a Foci a Barátságért hatodik Nemzetközi Gyermekfórum résztvevőinek és vendégeine.
A május 23-án tartott tájékoztatón Mária Zaharova, az orosz külügyminisztérium hivatalos képviselője megjegyezte, hogy ma a Foci a Barátságért programot a világközösség Oroszország nemzetközi szociálpolitikájának fontos humanitárius összetevőjeként tartja számon.
A FIFA-ban a Foci a Barátságért programot hagyományosan támogatják. A szervezetben megjegyezték, hogy a moszkvai záró rendezvények résztvevőinek és vendégeinek száma összesen 5000 fő volt.

### Foci a Barátságért 2019
“Foci a barátságért» nemzetközi ifjúsági társadalmi program hetedik évada 2019 március 18-án indult, a záró események Madridban kerültek megrendezésre május 28-tól június 2-ig
A Foci és Barátság nemzetközi napját  április 25-én tartották Európa, Ázsia, Afrika, Észak-és Dél-Amerika több mint 50 országában. Az Orosz Labdarúgó-Szövetség (RFU) is csatlakozott az ünnepléshez.
A Gazprom Rt „Foci a barátságért” 2019 nemzetközi ifjúsági program fórumát május 30-án tartották Madridban. A fórum egyesítette a világ különböző részének szakértőit – labdarúgóedzőket, ifjúsági csapatok sportorvosait, sztárokat, jelentős nemzetközi média újságíróit, futballakadémiák és -szövetségek képviselőit.
Május 31-én Madridban tartották a világ legmultinaciálisabb futballedzését. Az edzés eredményeként a “Foci a barátságért” megszerezte a  GUINNESS WORLD RECORDS® hivatalos tanúsítványát.
A hetedik évad keretein belül 32 ifjú újságíró Európából, Afrikából, Ázsiából, Észak-és Dél-Amerikából alkotta a “Foci a barátságért” nemzetközi ifjúsági sajtóközpontot, mely betekintést nyújtott a zárórendezvényekbe és részt vett a nemzetközi és nemzeti médiával közösen a médiaanyag előkészítésében.
A hetedik évad résztvevői átadták a „Kilenc érték” kupát („Foci a barátságért” nemzetközi ifjúsági program díja) Liverpool labdarúgócsapatának, akit a leg társadalomtudatosabb csapatnak neveztek ki.
Június 1-én a madridi UEFA Pitch focipályán került sor a „Foci a barátságért” Világbajnokság  döntő mérkőzésére, mely a mérkőzés a hetedik évad csúcspontja volt. A mérkőzés eredményeként az „Antigua Penge” válogatott a  „Tasman Ördög” csapattal játékidőben 1:1 eredményt ért el, majd a büntetőpárbajban győzött, és megnyerte a fődíjat.

### Foci a Barátságért 2020
2020. évben „Foci a barátságért” nyolcadik évad zárórendezvényei online digitális platformon kerültek megrendezésre 2020. november 27-től december 9-ig.  A 100 részvételi országot is meghaladó több mint 10 000 résztvevője csatlakozott a legfontosabb eseményekhez.
A nyolcadik évad számára egy Football for Friendship World multiplayer online futballszimulátort fejlesztettek, ezen bázison került megrendezésre a „Foci a barátságért” 2020 online világbajnokság. A játék letölthető világszerte 2020. december 10-től  – A labdarúgás világnapja. A felhasználók részt vehetnek a mérkőzéseken nemzetközi válogatott csapatokban egyesülve a „Foci a barátságért” szabályai szerint. A többfelhasználós játék a program legfontosabb értékein alapul, mint például a barátság, a béke és az egyenlőség.
November 27-én került sor a „Foci a barátságért” 2020 online világbajnokság nyílt sorsolására
November 28-tól december 6-ig nemzetközi online baráti tábort rendeztek a gyermekek számára humanitárius és sportoktatási programokkal
November 30-tól december 4-ig a „Foci a barátságért” nemzetközi online fórum ülései kerültek megrendezésre, ezeken az ifjúsági sportfejlesztés projektjei kerültek bemutatásra. A szakértői zsűri értékelte a „Foci a barátságért” nemzetközi díj pályázóinak projekt-prezentációit
December 7-8-án rendezték meg a „Foci a barátságért” online labdarúgó-világbajnokságát. Idén a bajnokság online digitális formátumban került megrendezésre, külön erre a célra egy többfelhasználós   Football for Friendship futballszimulátort fejlesztettek.
December 9-én került megrendezésre a „Foci a barátságért” Nagydíj.
A program nyolcadik évadjában az ENSZ 75. évfordulója alkalmából különböző országokból származó gyermekek számára készült webináriumok sorozatát rendezték meg.
A program nyolcadik évadjában egy „Stadion ott van, ahol mi vagyunk” heti show-műsor indult közösen a világ különböző részeiből származó freestylereivel.  Minden epizódban a freestylerek trükkökre tanították a program fiatal nagyköveteit, az epizódók végén pedig versenyt hirdettek a trükkök legjobb bemutatója címre.  A show egy globális online mesterkurzussal zárult, ezzel a „Foci a barátságért” immár másodszer lett Guinness világcsúcstartó a résztvevők szempontjából (2020. december 6.).
Jó hírek szerkesztősége – heti show-műsor, melyet a „Foci a barátságért” ifjú újságírói kezdeményeztek, amelyben a gyerekek pozitív híreket osztottak meg a világ minden tájáról a közönséggel.

### Foci a barátságért 2021
2021-ben a "Futball a barátságért" kilencedik szezonjának záróeseményei a "Futball a barátságért" digitális platformon zajlottak online, 2021. május 14. és 29. között, több mint 200 ország részvételével.
Április 25-én, a Labdarúgás és a Barátság Nemzetközi Napján került sor a "Futball a barátságért 2021" elnevezésű globális online bajnokság nyílt sorsolására.
A szezonban Nemzetközi Online Barátsági Tábor szervezésére is sor került humanitárius és sportoktatási programokkal a gyermekek számára.
Megrendezésre került a "Futball a barátságért" nemzetközi online fórum is, ahol a világ minden tájáról a futballakadémiák bemutatták a gyermeksport fejlesztése irányuló projektjeiket. A prezentációk eredményei alapján egy szakértői zsűri választotta ki a "Labdarúgás a barátságért – Nemzetközi díj" nyerteseit, akik Afganisztán, India, Srí Lanka és Togo akadémiái lettek.
A "Futball a barátságért" Online Világbajnokság az erre a célra speciálisan kifejlesztett "Futball a Barátságért Világ" többfelhasználós futballszimulátor platformján került megrendezésre. A bajnokság döntőjét az "Argáliak" csapata nyerte, amelyben arubai, belize-i, guatemalai, Costa Rica-i és mexikói gyerekek játszottak.
A kilencedik szezon résztvevői felállították a program harmadik Guinness világrekordját a virtuális stadionok legnagyobb látogatószámában.
A "Futball a barátságért" döntőjére május 29-én került sor.
"Futball a barátságért": EURO 2020 Nemzetközi Gyermekhíradó Iroda
Az UEFA EURO 2020 rendezvény részeként a "Futball a barátságért" program nemzetközi gyermek hírszerkesztőségi kezdeményezést indított "Futball a barátságért" elnevezéssel a 11 UEFA-rendező ország fiatal újságíróinak részvételével.
A fiatal újságírók részt vettek országuk összes bajnoki mérkőzésén, és a programban résztvevők milliói által közösen vallott "Kilenc érték" prizmáján keresztül tudósítottak a találkozókról társaik millióinak világszerte.
A fiatal újságírókat a "Futball a barátságért" Program "Kilenc Érték" Iskolájában képezték ki. A képzésen az értékek mellett a sportújságírás aktuális irányzataival és a mobil újságírói készségek fejlesztésével is foglalkoztak.

## Foci a barátságért világbajnokság
A nemzetközi ifjúsági labdarúgó-bajnokság a Foci a barátságért program keretében kerül megrendezésre. A bajnokságon részt vevő csapatokat – vagyis a barátság-csapatokat – nyilvános sorsolás útján alakítják ki. A csapatok a Foci a barátságért alapelvei mentén szerveződnek: különböző nemzetiségű, nemű és testi adottságokkal rendelkező sportolók játszanak a csapatokban.

## Foci a barátságért nemzetközi ifjúsági fórum
Az éves Foci a barátságért nemzetközi ifjúsági fórumon a projekt ifjú résztvevői felnőttekkel vitathatják meg, hogyan fejlesszék és népszerűsítsék a program értékeit világszerte. A fórum során a gyerekek megismerkedhetnek és beszélgethetnek más országokból származó kortársaikkal, híres labdarúgókkal, újságírókkal és közéleti személyiségekkel, egyúttal ifjúsági nagykövetté is válnak, akik a jövőben önállóan is népszerűsítik a program egyetemes értékeit társaik között.
2019-ben a fórum a sport és az oktatás területén tevékenykedő szakértők közötti tapasztalatcsere platformjává alakult át.
2020-ban a Fórum kezdeményezte a "Futball a barátságért" Nemzetközi Díj létrehozását és odaítélését.

## Nemzetközi Ifjúsági Sajtóközpont
A Foci a barátságért program különlegessége saját nemzetközi ifjúsági sajtóközpontja. Ezt az első Foci a barátságért program alkalmával hozták létre, első alkalommal 2014-ben. A sajtóközpont ifjú újságírói tudósítanak a program eseményeiről országaikban: elkészítik a tudósításokat a nemzeti és nemzetközi sportmédia számára, részt vesznek a Foci a barátságért tévécsatornája és a Foci a barátságért ifjúsági lap, valamint a program hivatalos rádiócsatornája anyagainak elkészítésében. A Nemzetközi Ifjúsági Sajtóközpontban együtt dolgozhatnak a legjobb ifjú újságíróknak kiírt országos vetélkedők győztesei, ifjú bloggerek, fotósok és írók. A sajtóközpontban dolgozó ifjú újságírók a program résztvevőiként fejthetik ki véleményüket, a „gyermekek gyermekekről” formátum kereteit alkalmazva.

## Nemzetközi futball- és barátság nap
A Foci a barátságért program keretében április 25-én  ünnepeljük a nemzetközi futball és barátság napot. Az ünnepre első alkalommal 2014-ben került sor, akkor 16 országban. A nap folyamán barátságos mérkőzéseket, flashmobokat, rádiós maratont, előadásokat, televíziós műsorokat, nyilvános edzéseket stb. tartottak. Az ünneplésben több mint 55 000 ember vett részt.
2015-ben 24 országban ünnepelték meg a futball és barátság napot. A fesztiválon barátságos labdarúgó-mérkőzésekre és más eseményekre került sor. Németországban a Schalke 04 futballistái nyilvános edzésen vettek részt, Szerbiában tévéműsor foglalkozott az eseménnyel, Ukrajnában megmérkőzött egymással az FK Voliny utánpótláscsapata és a Luck városának családi, gyermek és ifjúsági szociális központjában beregisztrált gyerekek csapata.
Oroszországban 11 városban ünnepelték meg április 25-én a futball és barátság napját. Barátságos labdarúgó-mérkőzéseket rendeztek Vlagyivosztokban, Novoszibirszkben, Jekatyerinburgban, Krasznojarszkban, Barnaulban, Szentpéterváron és Szaranszkban, hogy emlékeztessenek a program alapvető értékeire. Krasznojarszkban, Szocsiban és Rosztovban barátság váltóra került sor a 2014-es olimpiai fáklyaváltó fáklyavivőinek részvételével. Moszkvában a Vakok Nemzetközi Sportszövetsége támogatásával esélyegyenlőségi tornára került sor. Május 5-én ünnepelték meg a futball és barátság napját Nyizsnyij Novgorodban és Kazanyban.
2016-ban 32 országban ünnepelték meg a futball és barátság napját. Oroszországban kilenc városban ünnepeltek: Moszkvában, Szentpéterváron, Novoszibirszkben, Barnaulban, Birobidzsánban, Irkutszkban, Krasznodarban, Nyizsnyij Novgorodban és Rosztovban. Nyizsnyij Novgorod adott otthont a Volga FK ifjú labdarúgói közötti barátságos mérkőzésnek, a klub felnőtt játékosai pedig bemelegítést és edzést tartottak a gyerekeknek. Novoszibirszkben fogyatékos gyerekek vettek részt egy barátságos mérkőzésen a novoszibirszki régió csapata, a Jermak-Szibir ellen.
2017-ben 64 országban ünnepelték meg a futball és barátság napját. Világszerte híres labdarúgók, így a szerb védő, Braniszlav Ivanovics és a holland csatár, Dirk Kuyt vettek részt az eseményeken. Görögországban ellátogatott a rendezvényre Theodorasz Zagorakisz, aki 2004-ben megnyerte a görög válogatottal a labdarúgó Európa-bajnokságot. Oroszországban a Zenit FK különleges edzést tartott Zakhar Bagyjuk, a Foci a barátságért program 2017-es ifjúsági nagykövete részvételével. Az edzés során a Zenit FK kapusa, Jurij Lodigin dicsérte Zakhar képességeit és megosztott vele néhány kapus-kulisszatitkot is.

## A Foci a Barátságért kilenc értéke
Az Első Nemzetközi Gyermekfórumon, amely 2013. május 25-én került megrendezésre, Nagy-Britannia, Németország, Szlovénia, Magyarország, Szerbia, Bulgária, Görögország és Oroszország fiatal nagykövetei megalkották a program első nyolc értékét – barátság, egyenlőség, igazságosság, egészség, béke, odaadás, győzelem és hagyományok – és Nyílt levélben mutatták be azokat. A levelet elküldték a nemzetközi sportszervezetek vezetőinek, a Nemzetközi Labdarúgó Szövetségnek (FIFA), az Európai Labdarúgók Szövetségének (UEFA) és a Nemzetközi Olimpiai Bizottságnak. 2013 szeptemberében Joseph Blatter a Vladimir Putyinnal és Vitalij Mutkoval tartott találkozón megerősítette a levél kézhezvételét és kijelentette, hogy kész a Foci a Barátságért támogatására.
2015-ben a résztvevők Kínából, Japánból és Kazahsztánból csatlakoztak a Foci a Barátságért programhoz, és felajánlották, hogy hozzátesznek egy kilencedik értéket – a tisztességet.

## A Kilenc Érték kupa
A Kilenc Érték kupa a Foci a barátságért nemzetközi ifjúsági társadalmi program díja. A kupát minden évben a projekt alábbi alapértékei iránt legnagyobb elkötelezettséget mutatók kaphatják meg: barátság, egyenlőség, igazság, egészség, béke, hűség, győzelem, hagyományok és becsület. A világ minden tájáról számos rajongó vett részt a nyertes kiválasztásában, ám a végső eredmény a Foci a barátságért projekt résztvevőinek szavazatai alapján alakult ki. A Kilenc Érték kupát eddig elnyert klubok: Barcelona (Spanyolország, 2015, 2020, 2021), Bayern München (Németország, 2016), Al-Wahda (Szíria, 2016), Real Madrid (Spanyolország, 2017), Brazil labdarúgó-válogatott (Brazília, 2018), Liverpool (Anglia, 2019).

## Barátság karkötő
A Foci a barátságért program eseményei a barátság karkötők, az egyenlőség és az egészséges életmód jelképeinek átadásával vették kezdetüket. A karkötőt két, kék és zöld színű szál alkotja és bárki viselheti, aki osztozik a program értékeiben.
Franz Beckenbauer szerint:
„A mozgalom jelképe a kétszínű karkötő, mivel éppolyan egyszerű és közérthető, mint a Foci a barátságért program alapvető értékei.”
A program ifjú résztvevői számos híres sportoló és közéleti személyiség csuklójára helyezték fel a barátság karkötőket, többek között: Dick Advocaat, Anatolij Tyimoscsuk és Luís Neto, Franz Beckenbauer, Luis Fernandez, Didier Drogba, Max Meyer, Fatma Samoura, Leon Goretzka, Domenico Criscito, Michel Salgado, Alekszander Kerzsakov, Dimasz Pirrosz, Miodrag Božović, Adelina Szotnyikova, Jurij Kamenyec.

## A résztvevők tevékenysége az idények közötti időszakban
A Foci a barátságért program ifjú labdarúgói számos eseményen vesznek részt a hivatalos idényen kívül is. 2013 májusában a szlovén Maribor utánpótlás labdarúgócsapata jótékonysági barátságos mérkőzésen kambodzsai gyerekekkel mérkőzött meg. 2014. szeptember 14-én a program orosz résztvevői Szocsiban beszélgethettek Vlagyimir Putyinnal, az Oroszországi Föderáció elnökével a FIFA elnökével, Sepp Blatterrel folytatott tanácskozáson. 2014 júniusában a francia elnök, Francois Hollande meghívta a Foci a barátságért program tagját, a Taverni csapatát az Elysée-palotába, hogy együtt tekintsék meg a 2014-es FIFA-világbajnokság Franciaország-Nigéria mérkőzését. 2016 áprilisában Jurij Vascsuk, a Foci a barátságért 2015-ös nagykövete találkozott Fehéroroszország legerősebb emberével, Kirill Simkóval és a BATE FK utánpótlás labdarúgóival közösen osztották meg egymással a programban való részvétel során szerzett élményeiket. Jurij Vascsuk átadta Kirill Simkónak a jelképes barátság karkötőt, ezzel egyúttal átadva neki a stafétát is a projekt eszméinek (barátság, igazság, egészséges életmód) népszerűsítésére.

## A világ első NFT-trófeája az UEFA EURO 2020 legszebb góljáért
2021 májusában az UEFA bejelentette, hogy a "Gazprom" Részvénytársaság az EURO 2020 és az EURO 2024 szponzora lesz. A partnerség feltételei között szerepelt, hogy a legszebb UEFA EURO 2020 gól szerzőjének a szponzor partner díjat ad át, amely első alkalommal NFT-trófea formáját fogja ölteni.
A díj fizikai prototípusát Pokras Lampas orosz művész készítette a Gazprom szentpétervári fanzónájában, a Konyusennaja téren felállított standon, 432 kalligrafikus mintákkal díszített labdából álló művészeti installáció formájában.
A digitális trófeán kódolva szerepelnek az alábbi feliratok: UEFA EURO 2020, "Gazprom",  "Futball a barátságért" nemzetközi gyermekszociális program és a program által támogatott kilenc érték megnevezése – barátság, egyenlőség, igazságosság, egészség, béke, hűség, győzelem, hagyomány és becsület.
Június 27-én a művészeti installáció megszűnt fizikai tárgyként létezni, és NFT formátumba került. Az összes labdát a 2020-as labdarúgó Európa-bajnokság 11 rendező városa között osztották szét.
Október 15-én, díjátadó ünnepségen adták át a digitális trófeát Patrik Schicknek, az UEFA EURO 2020 legszebb gólját szerző cseh játékosnak, a díj hologramját pedig átadták az UEFA központjának (Nyon, Svájc) és a "Gazprom" Részvénytársaság központjának (Szentpétervár, Oroszország).

## A "Futball a barátságért" Nemzetközi Díj
A Nemzetközi Labdarúgás a barátságért díj célja, hogy a gyermeklabdarúgás területén az új, fiatal játékosok képzése, edzése, és ezen területeken a nemzetközi együttműködés minden lehetséges formáját és a fejlesztésükre vonatkozó valamennyi ötletet feltárja és  világszerte népszerűsítse. A díj célja, hogy felhívja a figyelmet a gyermeklabdarúgás fejlesztésére a globális digitalizáció korában, és hogy a hasonlóan gondolkodó, e területet fejleszteni kívánó szakemberekből közösséget alakítson ki.

## "Futball a barátságért" Nemzetközi Akadémia a sportág edzőinek továbbképzésére
A "Futball a barátságért" Nemzetközi  Akadémia egy ingyenes, több nyelven elérhető online oktatási – képzési platform, amelyen számos, olyan gyakorlati foglalkozás bemutatása érhető el, amelyek célja az ifjúsági futball csapatok és a sportklubok labdarúgó szakosztályai edzőinek, valamint a testnevelő tanároknak a továbbképzése, készségeik, felkészültségük javítása, fejlesztése. Az akadémiai tanfolyam ismeretekre, gyakorlati tanácsokra és útmutatásra épül az edzések megszervezésével, az egészséges és aktív életmód értékeinek népszerűsítésével, valamint a fiatal játékosok körében a különböző kultúrák és nemzetiségek tiszteletével kapcsolatban.  A tanfolyamot a "Futball a barátságért" projekt sport- és humán oktatási programjainak szerzői – az FC Barcelona Akadémiája oktatási – képzési vezetői és edzői, valamint a FIFA humán oktatási programjainak szakértői – dolgozták ki.

## Nemzetközi barátsági tábor
A tábor egy oktatási program, amelynek keretében a "Futball a barátságért" résztvevői profi tábori mentorok irányításával edzőtáboroznak és csapatépítést végeznek. A kezdeményezés segíti a gyerekeket abban, hogy ne csak a futballpályán, hanem a való életben is jól kijöjjenek egymással, hogy életviteli taktikát alakítsanak ki, hogy megérezzék, megéljék a csapattárs támogatásának fontosságát. A tábor része a "Kilenc érték" Iskolája, ahol a fiatal résztvevők megismerkednek a program értékeivel, és megtanulják, hogyan alkalmazhatják azokat a futballpályán és a mindennapi életben.

## Környezetvédelmi kezdeményezés
A "Futball a barátságért" program 2016 óta, évente, környezetvédelmi kezdeményezést indít. A program fiatal résztvevői felavatták a milánói Trenno parkban a "Barátság kertjét", ahol a 32 nemzetközi csapat mindegyike elültette a saját fáját. A harmincharmadik fát a Don Carlo Gnocchi Alapítvány fogyatékkal élő gyermekei ültették el.
2018-ban a program fiatal nagykövetei a veszélyeztetett állatokra hívták fel a közvélemény figyelmét. A Nemzetközi Barátság Csapatokat minden évben a veszélyeztetett és ritka állatfajokról nevezik el. 2018-ban zöld útvonalak szerveződtek a fiatal résztvevők számára a moszkvai döntő rendezvényeire való utazások során, földgázzal működő buszokkal.
2020-ban a program fiatal résztvevői, az ENSZ által alapított Környezetvédelmi Világnap keretében, F4F Speaks for Nature elnevezésű webináriumot tartottak a környezetvédelemről.
2021-ben a program fiatal résztvevői megosztották elképzelésüket a világgal, hogy  hogyan segíthetünk bolygónk megmentésében, mindannyian és minden nap, és elindították a "Small Steps to Save the Planet Challenge" (Kis lépések a bolygó megmentésére kihívás) elnevezésű kezdeményezést.

## F4F World többjátékos, többfelhasználós futball szimulátor
A "Futball a barátságért" program számára létrehozott speciális digitális platform 211 ország és régió valamennyi korosztályhoz tartozó játékosát összegyűjtötte, és a platform nemzetközi versenyek bázisává vált, valamint egy olyan játszótérré, ahol bárki gyakorolhat, vegyes nemzetközi csapatokhoz csatlakozhat és játszhatja kedvenc játékát a "Futball  barátságért" formátumban anélkül, hogy elhagyná otthonát.

## Elismerések és díjak
2021. évi állapot szerint a "Futball a barátságért" több mint 60 nemzeti és nemzetközi társadalmi felelősségvállalási, sport- és kommunikációs díjjal rendelkezik, közülük három GUINNESS WORLD RECORDS™ (Guinness világrekord): a történelemben a legnagyobb számú nemzetiséget képviselő résztvevők egy futballedzésen, a történelemben a legtöbb felhasználó egy online futballeseményen és a legtöbb felhasználó egy virtuális stadionban. További díjak: SABRE CSR (Corporate Social Responsibility)  Awards – a kiemelkedő vállalati társadalmi felelősségvállalásért (USA), Gold Quill Awards – a bolygó legjobb társadalmi projektjéért (USA), Silver Archer Grand Prize (Oroszország), IPRA Awards – az ENSZ fenntartható fejlődési céljaiért folytatott legjobb kampányért (Egyesült Királyság), ICCO Global Award for Intercultural Communication – a kultúrák közötti kommunikációért (Egyesült Királyság) és mások.
2020-ban a "Futball a Barátságért" Nemzetközi Akadémia Edzőknek elnyerte a "PRNEWS' Platinum PR Awards" (USA) díjat a közkapcsolatokért (PR tevékenységért), 2021-ben pedig a "Stadium Is Where I Am" (A stadion ott van, ahol én vagyok) és a "Good News" (Jó hírek) című YouTube műsorok, amelyeket a világjárvány kezdetén gyerekek szerveztek, készítettek a világ minden táján élő emberek támogatására, elnyerték a "Legjobb YouTube Műsor" díjat.